# Жеро V д’Арманьяк
Жеро́ V (умер в 1219) — граф д’Арманьяк и де Фезансак с 1215 года. Сын Бернара д’Арманьяка, виконта де Фезансаге, и Жеральдессы (или Жеральды) де Фуа, дочери Роже-Бернара I графа де Фуа.

## Биография
Некоторые исследователи, в том числе и отец Ансельм, считают, что он и Жеро IV Транкалеон, граф д’Арманьяк и де Фезансак — одно и то же лицо. Поэтому следующий граф д’Арманьяк этого имени нумеруется то V, то VI.
Жеро IV Транкалеон, не имея детей, ещё при жизни назначил Жеро своим наследником.
В 1215 году Жеро IV стал графом д’Арманьяком и де Фезансаком.
В том же году, не желая повторить судьбу графа Тулузы Раймона VI, изгнанного из своих владений во время Альбигойского крестового похода, он признал себя вассалом Симона де Монфора.
В 1217 году тулузцы восстали против Симона де Монфора, и Раймон VI возвратился в свои владения. Симон призвал на помощь Жеро, который и хотел бы отказаться, но не осмелился. Их войска осадили город и обложили окрестности. Сам Жеро держал под охраной секвестрированный Л’Иль-Журден. Симон был убит при осаде Тулузы. Его сын, Амори де Монфор, ещё восемь месяцев продолжал осаду, но так и не смог взять город. Не в силах упорствовать, он уступил свои права принцу Людовику, сыну короля Франции, Филиппа Августа, который таким образом стал сюзереном Арманьяка и Фезансак.
Вскоре Жеро умер.

## Семья
Имя его жены не известно, но есть предположение, что ею была Маскароза де Лабарт, которую некоторые исследователи приписывают Жеро IV Транкалеону. После его смерти осталось трое детей:
Пьер Жерар (или Жеро) († 1241/2), д’Арманьяк и де Фезансак
Бернар V († 1245/6), д’Арманьяк и де Фезансак
Маскароза († 1249), графиня д’Арманьяк и де Фезансак, жена Арно III Одона († 1256), виконта де Ломаня.